# Le Christ remettant les clés à saint Pierre
Le Christ remettant les clés à saint Pierre est un tableau réalisé par le peintre italien Guido Reni en 1620-1625. De format vertical, cette huile sur toile est une peinture chrétienne qui représente Jésus-Christ remettant les clés du Paradis à l'apôtre Pierre, qui est à genoux devant lui. Se déroulant entre deux colonnades au bout desquelles s'aperçoit un paysage arboré, la scène est surmontée de nuées depuis lesquelles trois putti l'observent, éclairés d'une lumière jaune venant du Ciel.
Commandée vers 1620-1621 pour le maître-autel de l'église Saint-Pierre-en-Vallée de Fano, dans les Marches, l'œuvre est emportée en France en 1797. Elle est conservée au musée du Louvre, à Paris.